# 오픈페인트
오픈페인트(OpenFeint)는 오로라 페인트가 개발한 iOS와 안드로이드 운영 체제에서 실행할 수 있는 소셜 네트워킹 애플리케이션이다. 오픈페인트는 다른 애플리케이션과 함께 작동하는데, 비슷한 애플리케이션으로는 Plus+, Crystal, 게임로프트 라이브, Scorel∞p, Geocade가 있다.

## 용도
오픈 페인트를 사용하는 사용자는 애플리케이션에 등록한 친구들이 하고있는 게임, 친구들과의 랭킹, 게시판과 채팅 기능 등을 사용할 수 있다. 오픈페인트를 실행한 상태로 게임을 실행하면 대부분의 아이폰 게임에서 오픈페인트는 레이어 형식으로 게임화면 상단부에 자리잡는다.
또한, 개발자들에게는 최소한의 프로그래밍으로 자신의 게임에 소셜 네트워킹 기능을 넣을 수 있게 도와준다.
오픈페인트 (SDK)가 사회적인 플랫폼이지만 이 기업은 개발자 게임의 프로모션과 광고를 하는 별도의 애플리케이션들을 만들고 있다.
- 게임 채널 (iOS)
- 페인트 스포트라이트 (안드로이드)

## 유명한 애플리케이션
아래에는 오픈페인트를 이용하거나 이와 통합한 수많은 응용 프로그램들을 나열해 놓고 있다:
- 프루츠 닌자(Fruit Ninja)
- Championship Manager series
- TriviaBurst
- Bomberman Touch 2: Volcano Party
- Fieldrunners
- geoDefense
- geoDefense Swarm
- 미니고어(Minigore)
- 포켓 갓(Pocket God)
- 롤러코스터 러시
- BanditNation
- 스틱 워즈 (Stick Wars)
- 플라잉 햄스터 (The Flying Hamster)
- 슈타인즈게이트 (Steins;Gate)
- 에스프가루다2 (ESPGARUDA II)
- 도돈파치대부활 (Dodonpachi Resurrection)
- 벌레공주 버그패닉 (Mushihimesama BUG PANIC)
- 데스스마일즈 (DEATHSMILES)